# Evangelische Christophorus-Schwesternschaft
Die Christophorus-Schwesternschaft – Ev. Schwestern- und Pflegergemeinschaft e. V. in Bad Pyrmont ist eine evangelische Schwesterngemeinschaft für Kranken- und Altenpflege. Sie gehört zum Diakonischen Werk der Ev.-luth. Landeskirche Hannovers.

## Geschichte
Die Schwesternschaft wurde 1907 in Berlin durch Frida Gräfin zur Lippe unter dem Namen „Evangelische Landpflege-Schwesternschaft“ gegründet, um durch die Ausbildung von Landpflegeschwestern die ländlichen Bevölkerung bei häuslichen Notständen zu unterstützen und der Landflucht entgegenzuwirken. Die Ausbildung, die zunächst Krankenpflege, Jugendfürsorge, ländliche Hauswirtschaft und Bibelkunde beinhaltete, erfolgte in sechs Landpflegeschulen und befreundeten Diakonissenkrankenhäusern. Nach Abschluss ihrer Ausbildung wurden die Schwestern in Gemeindestationen eingesetzt. Ihr Tätigkeitsfeld umfasste neben Kranken- und Altenpflege in Notlagen auch die Versorgung ganzer Haushaltungen einschließlich des Viehs. Bis 1917 entstanden bereits 65 Stationen in ganz Deutschland.
Um den Zusammenhalt der Schwestern untereinander zu stärken, gab es Jahresversammlungen in Berlin und regelmäßige Besuche durch die Landpflegemutter. Intensiviert wurden die Kontakte 1926 durch die Gründung des Mutterhauses in Sangerhausen, wo die bisher dezentralen Landpflegeschulen in einer einzigen Einrichtung zusammengeführt wurden. 1938 übernahm die Schwesternschaft das Kreiskrankenhaus in Rinteln in ihre Trägerschaft und richtete dort eine Krankenpflegeschule ein. Das Mutterhaus in Sangerhausen wurde 1945 beschlagnahmt und diente zunächst als sowjetische Kaserne, später als staatliches Krankenhaus der DDR. Die Landpflegeausbildung (jetzt Schwesternvorschule) wurde in einem vom Diakonischen Werk Magdeburg bereitgestellten Freizeitheim in Bad Sachsa fortgeführt. Der in der DDR ansässige Teil der Schwesternschaft wurde als eigene Gruppe in das Diakonissen-Mutterhaus Cecilienstift in Halberstadt integriert.
1950 folgte die Übernahme des Stadtkrankenhauses in Lehrte. 1953 bezog die Schwesternschaft das durch Erbschaft erworbene „Haus Hoheneck“ in Bad Sachsa als Ersatzmutterhaus und Vorschule. Ab 1962 arbeiteten die Schwestern auch im Bathildis-Krankenhaus in Bad Pyrmont, das später auch Mutterhaus und Sitz der Krankenpflegeausbildung wurde. Die dreijährige Ausbildung umfasste Kurse in Anatomie, Physiologie, Krankheitslehre, Arzneimittellehre, Psychologie, Soziologie, Pädagogik, Rehabilitation und Erste Hilfe. Da die Landpflege somit im Aufgabenspektrum zugunsten der Kranken- und Altenpflege zunehmend in den Hintergrund trat, nahm die Schwesternschaft 1965 die Bezeichnung „Christophorus-Schwesternschaft“ an. Seit 1988 nahm die Schwesternschaft auch Krankenpfleger und Krankenpflegeschüler auf und nennt sich deshalb ab Mai 1991 offiziell „Christophorus-Schwesternschaft – Ev. Schwestern- und Pflegergemeinschaft e. V., Bad Pyrmont“.
Im August 2006 wurde die Trägerschaft für die Krankenpflegeschule an das Krankenhaus in Bad Pyrmont abgegeben. Ende 2006 endete auch die Gestellung der Schwesternschaft für das Krankenhaus und die Altenhilfe Bethesda und Bethanien.